# Dunalia spinosa
Dunalia spinosa là loài thực vật có hoa trong họ Cà. Loài này được (Meyen) Dammer mô tả khoa học đầu tiên năm 1913.